# Бакинское землетрясение
Бакинское землетрясение (азерб. Bakı zəlzələsi) — одно из мощных землетрясений в Азербайджане, произошедшее 25 ноября 2000 года в 22:09 (18:09 UTC) по местному времени. Несмотря на магнитуду 6,8 баллов, землетрясение не нанесло больших разрушений. Эпицентр землетрясения находился в Каспийском море в 15 км к юго-востоку от Баку.

## Толчок
Толчок длился 22 секунды, после чего последовал повторный толчок магнитудой 5,9. Рассчитанная глубина эпицентра была 50,4 км. Далее последовало более 120 афтершоков — более слабых последующих толчков. До землетрясения высказывались предположения о другой его мощности и расположении в другом месте — магнитуда 6,3 и эпицентр в 100 км севернее Баку.

## Последствия землетрясения
По официальным сообщениям, погибло 26 человек, но только три человека из-за обрушения зданий. По другим сообщениям, погибло 28 человек — 5 от обрушений и 23 от сердечных проблем, а ещё три погибли на следующий день после взрыва газа, вследствие произошедшей при землетрясении утечки. В общей сложности 412 человек были госпитализированы или обратились за медицинской помощью; по другим данным, более 500 человек пострадали, спеша выбраться из домов.
Президент Гейдар Алиев заявил, что более 90 зданий и многоквартирных домов серьёзно повреждены. Так рухнул д. 16 на Замковой улице в Ичери-шехер
Повреждения были выявлены в некоторых памятниках архитектуры — в Лютеранской церкви, Дворце ширваншахов XV века, мечети Тезепир и Голубой мечети. О повреждении морской инфраструктуры разведки нефти не сообщалось.
Многие телефонные линии отключились, а электричество было отключено в большей части города. Из-за опасений возможных пожаров была снижена подача природного газа. После этого землетрясения в столице предлагалось ввести запрет на строительство новых зданий выше девяти этажей.
В этот же день произошло землетрясение в российском Саратове, вызванное тектоническими изменениями в Поволжье после Бакинского землетрясения.